# Theresia Saxenberg
Theresia Charlotta Augusta Saxenberg, född 8 november 1843 på Hakunge gods i Össeby-Garns socken, död 1 mars 1898 i Stockholm, var en svensk operasångerska (alt).

## Biografi
Saxenberg var dotter till godsägaren Abraham Saxenberg och Christina Sophia Saxenberg, född Bennet. Hon var ett av elva syskon och upplevde sin barndom på familjens gods Hakunge i Össeby-Garns socken. Hon visade tidigt musikalisk talang. Gården Hakunge såldes 1855 och fadern förvärvade istället Årsta slott i Österhaninge socken. Här knöt familjen Saxenberg, och särskilt Theresia, nära vänskap med Fredrika Bremer. Årsta hade tidigare varit Carl Fredric Bremers familjegods och dottern Fredrika disponerade fortfarande en våning i huvudbyggnaden. Fredrika upptäckte snart Theresias begåvning och hennes sångröst skulle ”räddas från mjölkbunkarna” (Bremers egna ord). Gårdens unga döttrar fick nämligen delta i det praktiska arbetet på familjens gods.
På Bremers initiativ och i hennes sällskap reste Saxenberg till Stockholm för att provsjunga vid Kungliga Musikkonservatoriet där hon blev antagen och var elev mellan 1865 och 1869. Hon fortsatte sedan att sjunga för Julius Günther och Fritz Arlberg, som i henne såg en uppgående stjärna. Därefter följde ytterligare utbildning vid Pauline Viardot-Garcías sångskola i Paris. Åren 1872 till 1879 var hon fast anställd vid Kungliga Operan i Stockholm. Till hennes paradroller hörde Ortrud i Lohengrin, Nancy i Martha och Bergadrottningen i Den Bergtagna. En av hennes höjdpunkter i sångkarriären var deltagande i solokvartetten, som sjöng vid kung Oskar II:s kröning den 12 maj 1873. Vid detta tillfälle tilldelades henne kröningsmedaljen. Samtiden ansåg att hennes röst hade ”en utomordentligt vacker klang och ett storartat omfång”.
Under 1880-talet drog sig Saxenberg mer och mer tillbaka från det offentliga livet och arbetade som sånglärarinna. Tack vare ekonomiskt oberoende kunde hon även ägna sig åt välgörenhet. De sista åren i livet var hon sjuklig. Sista gången hon sjöng offentligt var på en sångtillställning för sömmerskor i november 1897.